# 禊

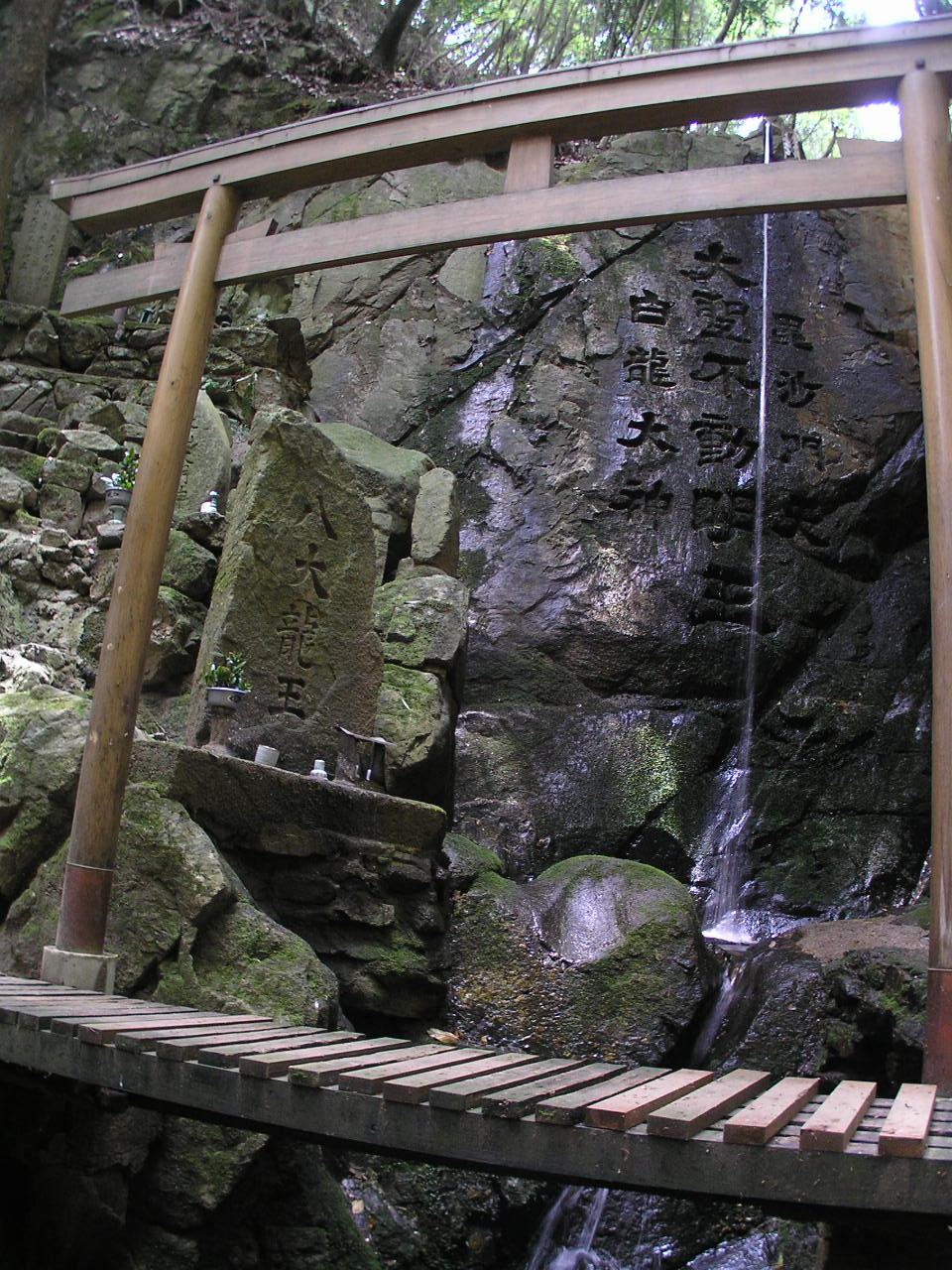
禊場である打たせ滝（伊屋ヶ谷・龍樹院）

禊（みそぎ）は、罪や穢れを落とし自らを清らかにすることを目的とした、神道における水浴行為である。不浄を取り除く行為である祓（はらえ）の一種とされる。
類似した行為に水垢離（みずごり）と呼ばれるものがある。このほかにも、禊祓（みそぎはらえ）を省略して禊とよぶこともある。禊祓は、禊と祓を合わせた概念で、夏の季語である。
神事の前における行として、一般参拝者が手水で清めることも禊の一種であるとされる。

## 起源
日本神話で、伊弉諾命（イザナギノミコト）が、水で心身を清めたことに由来するとされる。

## 通過儀礼としての禊
地域によっては、一定の年齢に達した児童は通過儀礼としての禊を行って初めて一人前と認められる場合がある。
服装は白装束が原則だが、男子は褌で行う場合もある。
褌の場合、白の越中褌が原則だが白の六尺褌の場合もある。

## 世俗における禊
各地の裸祭りの中には、通過儀礼としての禊が祭り化されたものも多い。
禊型の裸祭りでは真冬に氷水を浴びたり川や海に入る場合が多いが、この変形として温泉の湯、泥、甘酒、赤飯、等をかけ合うものもある。
神輿等を担ぎながら水を浴びたり川や海に入る場合も多いが、これも禊の一種と考えられる。
一方で川や海、滝に入る禊を行う者もある。神社関係者などの研修会等で行われる他、寒中に精神鍛錬の意味合いをもって、神社が主催し、氏子らを集めて行う事もある。
武道修行者が上記の機会などに、寒稽古の一環として行うこともある。また稽古の前に冷水を浴びてから稽古を行う武道家もいる。

## 禊を重視する宗派
『宗教学辞典』では教派神道系の教団の５つの区分のうちの１つとして「禊系」を挙げている。これは明治時代に公認されていた13の神道教派うちの一つ、禊教を中心とする流れである。禊系は教義、実践の両面において禊による心身の鍛錬を強調する点を特徴としており、井上正鉄（1790 〜 1847）を教祖とし、坂田正安・鉄安らを結集した禊教のほか、芳村正秉（1839 〜 1915）を教祖とする神習教などがある。

## 行法
禊の具体的な所作については流派によって大きな違いがある。
参考までに以下、川面凡児の考案したものをあげる。
- 祓行 -「祓詞」など奏上して、心身や禊場などを清める。
- 振魂 -魂を振り起す動作。
- 鳥船 -神話で神が船をこいだ姿を連想し、その動作を行う。
- 雄健 -「生魂・足魂・玉留魂・国常立尊」などを大声で叫ぶ行為で神話に由来する。
- 身滌 - 気合と共に水に入るがこの時に「エーイッ」などと発声する。
- 結印 -神道由来の「印」を結ぶ。
- 雄詰 -神話の草薙剣を連想し、剣の「印」で一気に空を切る。
- 息吹 -呼吸法の一種であるが勾玉を丹田に落とすことを連想する。また清めと祓いの意味もある。気吹とも。
- 息長 -大伊吹などにより、口から太陽の気を吸い、口から神風を吐くことを連想する。
- 禊行 -上記の行法後にいよいよ水に入り、印を結び「祓戸之大神」を連呼する。また、水から出て、上記の行法を再度行うこともある。

## その他
現代ではスキャンダルのある政治家が、選挙を勝ち抜くことによって政治責任に区切りをつけたとする場合に「禊は済ませた」ということがある。有権者が公知のスキャンダルを知った上で選出した以上、政敵やジャーナリズムなどによる政治責任追及に対して「選挙区の民意」という抗弁材料を得ることになる。ただし刑事責任の免責を意味するものではない。
また、御衣木（みそぎ）とは、神仏の像を作るのに用いる木材のこと。檜（ひのき）・百壇（びゃくだん）・栴檀（せんだん）・朴（ほお）の類の木が用いられる。